# Citroën C15
Pour les articles homonymes, voir C15.
 (avril 2024).
Le Citroën C15 est un petit véhicule utilitaire léger de 1,5 tonne de PTAC (comme son nom l'indique) du constructeur automobile français Citroën dérivé de la Citroën Visa.
Présenté en mars 1984 et commercialisé en octobre suivant,, le C15 est le successeur de la Citroën Acadiane et le concurrent direct des Renault 4 fourgonnettes F4/F6 puis Renault Express, et du Fiat Fiorino.

## Historique
Le Citroën C15 a été designé par Jean-Claude Bouvier, et dérive de la Citroën Visa (et donc de la Peugeot 104) dont il reprend toute la partie avant,, jusqu'aux portes. Le train arrière est proche de celui de la Citroën BX, avec une implantation de ressorts hélicoïdaux et amortisseurs en position quasi horizontale libérant le plancher de charge (principe étudié en version à barres de torsions lors de l’étude de ce qui deviendra la Citroën Axel), il est directement dérivé du train arrière de la Peugeot 305 break série 2 qui avait étrenné cette configuration. Son volume utile est de 2,673 m3.
Un dérivé Peugeot est étudié, mais son développement est abandonné en 1983,.

### Phase 1
Le C15 est tout d'abord disponible en essence avec le « moteur X » de 1 124 cm3 (type XW7) avec 570 kg de charge utile. Il s'agit du C15 E, dont une seule finition est disponible. En octobre 1984, pour contrer la sortie à venir de son concurrent le plus sérieux, le Renault Express, il devient disponible en diesel avec le « moteur XUD » de 1 769 cm3 (type XUD7) et le train avant issu de la 205. Celui-ci étant plus large que celui de la version essence, le C15 diesel se voit doté d'élargisseurs d'ailes en plastique, comme la berline Visa diesel, et de roues en tôle pleines à quatre trous. Il adopte le nom de C15 D.
En décembre 1985, Citroën commercialise la version plancher cabine, surtout utilisée pour les carrosseries à caisson frigorifique. En octobre 1986 apparaît le « moteur X » de 954 cm3 (type XV8) avec charge utile de 475 kg. À cette même date, une boite de vitesses à cinq rapports est proposée en option sur le moteur essence de 1 124 cm3 et sur le diesel. La gamme s'étoffe dès novembre 1986 avec l'apparition du moteur essence 1 360 cm3 (type XY7) qui permet une charge utile de 760 kg, impossible jusqu'alors en essence.
En juillet 1987 (année-modèle 1988), présentation de la version électrique d'une autonomie de 100 km qui ne sera commercialisée en série qu'à partir d'octobre 1990. En septembre 1987, apparaissent les « moteurs Poissy » d'origine Simca-Talbot, 1 118 cm3 (type E1A) avec charge utile de 600 kg et réservé à la fourgonnette et 1 294 cm3 (type G1A) avec charge utile de 760 kg, à la place des « moteurs X » 954 cm3, du 1 124 cm3 et 1 360 cm3. Le train avant léger avec moyeu 3 tocs est abandonné à cette occasion, celui du diesel devient la norme. Le diesel bénéficie aussi en option d'une version à charge utile augmentée (760 kg également).
En juillet 1988 (année-modèle 1989), les trois premières cylindrées font en quelque sorte leur retour en lieu et place des « moteurs Poissy » (types E1A et G1A) sous la forme des nouveaux « moteurs TU » de 954 cm3 (type TU9), de 1 124 cm3 (type TU1) et de 1 360 cm3 (type TU3).

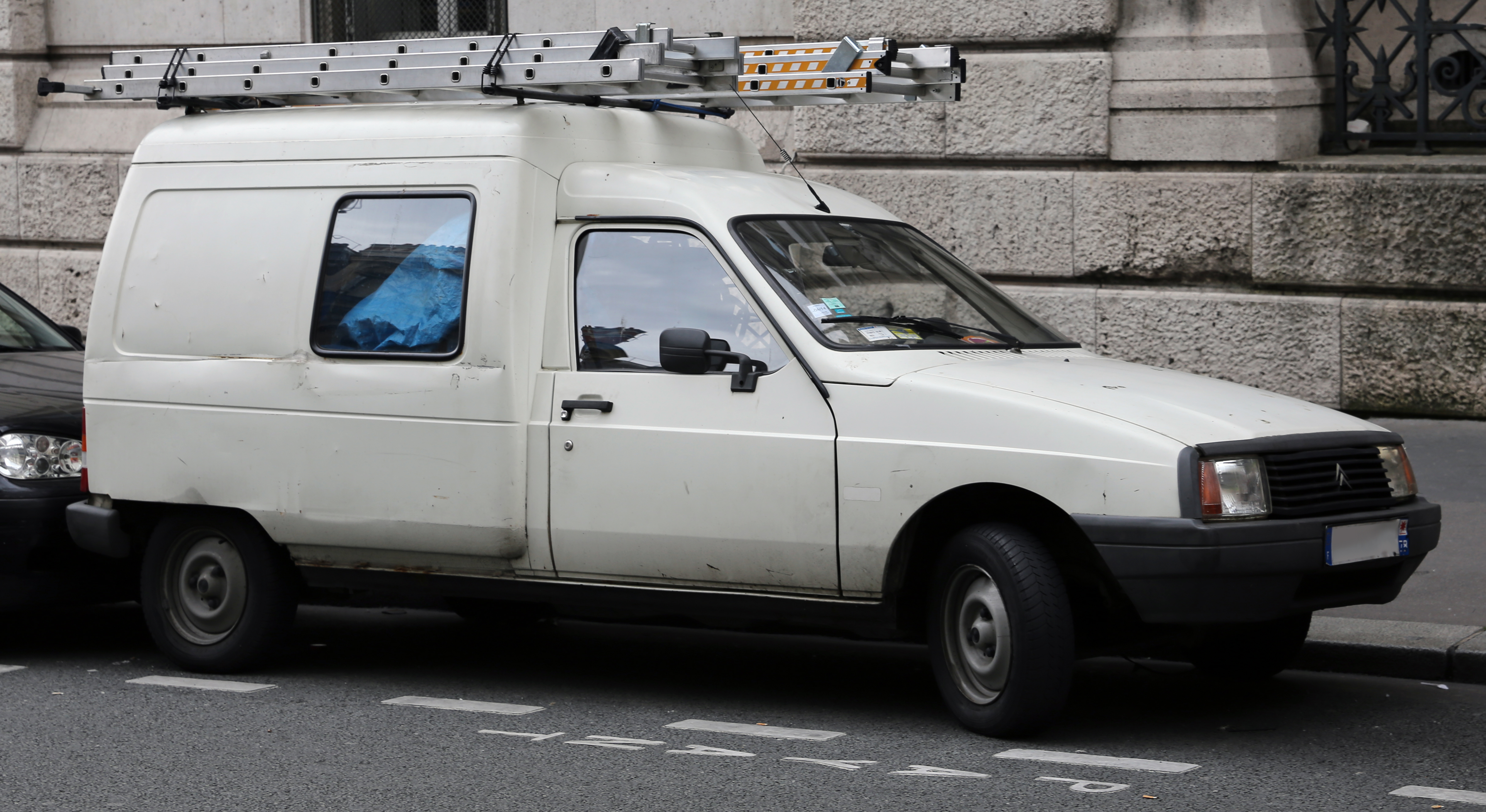
La phase 1 fut produite jusqu'en 1989

### Phase 2
En mars 1989, le C15 est restylé avec une nouvelle calandre à trois lames horizontales avec chevrons excentrés et des clignotants avant dans le pare-chocs.

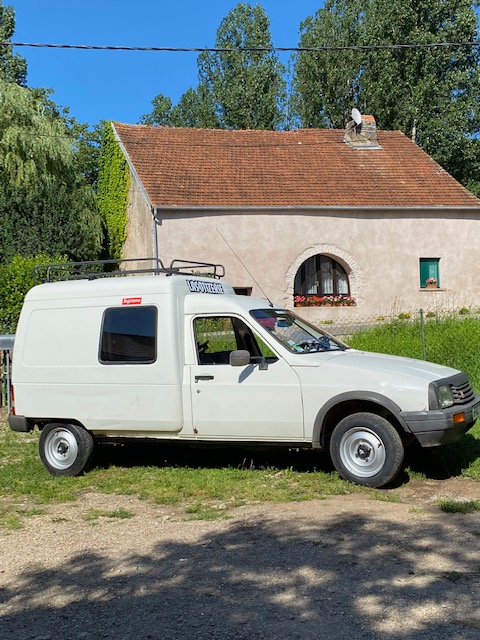
C15 essence phase 2 de 1991

En juillet 1989 (année-modèle 1990), adoption en série des deux portes arrière, la porte arrière à un battant restant disponible en option. Avant cette date, des carrossiers comme Gruau proposaient déjà un tel dispositif, avec les mêmes formes de portes. À cette date, les C15 essence bénéficient des élargisseurs d'aile des modèles diesel et des jantes à 4 trous au lieu de 3 précédemment (même dessin que ceux de la Citroën Axel), dans un but d'uniformisation de la gamme.
En octobre 1990, à l'occasion du Mondial de l'Automobile de Paris, Citroën commercialise le C15 électrique équipée d'un moteur d'une puissance continue de 10 kW fourni par Leroy-Somer. Il bénéficie d'une autonomie de 100 km, d'une charge utile de 325 kg, et peut atteindre 100 km/h. 
En mars 1991, les deux motorisations essence évoluent en remplaçant leur carburateur par une injection mono-point. Cette même année, le C15 diesel est catalysé pour l'exportation, vers l'Allemagne notamment. À partir du 8 avril 1991 est commercialisé le C15 Club (série personnalisée dont la production s'ajuste à la demande), toujours en utilitaire 2 places essence ou diesel mais avec une présentation plus raffinée : peinture spécifique Gris Cristal métallisé vernie, bande adhésive Club rouge sur la porte arrière gauche, enjoliveurs de roues pleins type AX 10 E, harmonie intérieure Gris Ouragan, sièges avant avec appuie-tête et garnis d'un tissu "Hibiscus" spécifique avec joues en Tep Gris à passepoil rouge, montre à quartz à aiguilles et pré-équipement radio (antenne, câblage et antiparasitage). Le C15 Club sera retiré du catalogue en juillet 1992.
Fin septembre 1991, commercialisation des C15 RE Familiale 1 124 cm3 et C15 RD Familiale 1 769 cm3. Ces modèles bénéficient d'une banquette arrière 3 places rabattable. À l'extérieur, enjoliveurs de roue type AX 10 E, bande latérale spécifique verte, bleue et grise. L'équipement intérieur s'enrichit d'une harmonie Gris Ouragan avec garnissage en tissu Jersey Costume avec insert dans les panneaux de portes, d'appuie-tête sur les sièges avant, du pré-équipement radio incluant l'antenne, d'une montre à quartz à aiguilles et d'un allume-cigare. Le C15 Familiale peut être équipé en option de la porte arrière à un battant (option gratuite), de la peinture métallisée et du dégivrage arrière + essuie-glace AR (uniquement sur porte arrière à un battant).
En mars 1992, Citroën intègre à son catalogue le C15 "Cabine approfondie", également nommé C15 Entreprise à son lancement, 765 kg essence et diesel. Cette appellation désigne un C15 dont la caisse est rallongée de moitié par le carrossier Gruau. Il bénéficie des deux charges utiles, selon la version. Cette version moins diffusée que la caisse classique est commercialisée en 2 ou 5 places assises (avec une banquette repliable à la verticale derrière les sièges avant, permettant une grande surface de chargement) et peut recevoir, en option, une ou deux portes latérales permettant un accès direct pour les passagers arrière.

### Phase 3
Deuxième restylage en août 1992 : les chevrons migrent au centre de la calandre, les protections latérales apparaissent (sauf sur C15 954 cm3), les rétroviseurs extérieurs s'agrandissent et le volant abandonne son monobranche pour un dessin plus classique à deux branches.
En novembre 1993, apparition du bouchon de réservoir fermant à clé et des appuis tête avant de série sur toute la gamme. La direction assistée est désormais proposée en option.
Le 26 octobre 1994, est commercialisée la série spéciale C15 Illico, essence ou diesel, limitée à 4 000 exemplaires : de couleur Blanc Banquise uniquement, la présentation extérieure se distingue du C15 de série uniquement par la présence d'un sigle adhésif Illico rouge et noir sur la porte arrière gauche et, à l'intérieur, sièges avant avec appuis-tête et garnis d'un tissu "Hibiscus" spécifique avec flancs en simili. Cette série spéciale peut recevoir en option le pack électrique (condamnation centralisée des portes avant et arrière, lève-glaces électriques).
En avril 1995, commercialisation de la série limitée C15 Messager, motorisation diesel de 600 kg de charge utile : couleur unique Banc Banquise, logo adhésif "Messager" sur la porte arrière gauche, enjoliveurs de roues type C15 Familiale, sièges avant avec appuis-tête et garnis d'un tissu "Evasion" spécifique avec flancs en simili, direction assistée de série.
En octobre 1995 (année-modèle 1996), évolution de la gamme C15. Deux finitions sont proposées :
- C15 First : baguettes latérales, accoudoir côté conducteur.
- C15 Club : équipement First + direction assistée, condamnation des portes, enjoliveurs de roues type AX, logos adhésifs spécifiques sur la partie arrière.

En avril 1996, commercialisation de la série spéciale C15 Hit, limitée à 2 500 exemplaires : sur base de C15 First 1.8 L diesel 760 kg, couleur unique Blanc Banquise avec logos "Hit" sur les portes avant uniquement, filet décoratif sur côtés de caisse et portes avant, enjoliveurs de roues type AX, garnissage des sièges en bi-tissus spécifiques avec appuis-tête pleins. En options, il peut recevoir un arrêt de charge mi-hauteur, la direction assistée et le pack électrique.
En octobre 1996, malgré le lancement de son remplaçant, le Citroën Berlingo, le C15 reste commercialisé, avec une gamme simplifiée. Il adopte un nouveau volant moussé à deux branches (saxo), avec le dessin des chevrons incrustés. Ce troisième volant sera le dernier pour le C15 jusqu'à sa fin de fabrication.
En février 1997, commercialisation du C15 diesel catalysé.
En 1999, malgré la concurrence interne du Berlingo et des autres concurrents plus récents (Renault Kangoo, Volkswagen Caddy, Opel Combo, etc.), le Citroën C15 se vend encore à 13 554 exemplaires (4e rang des petits utilitaires).

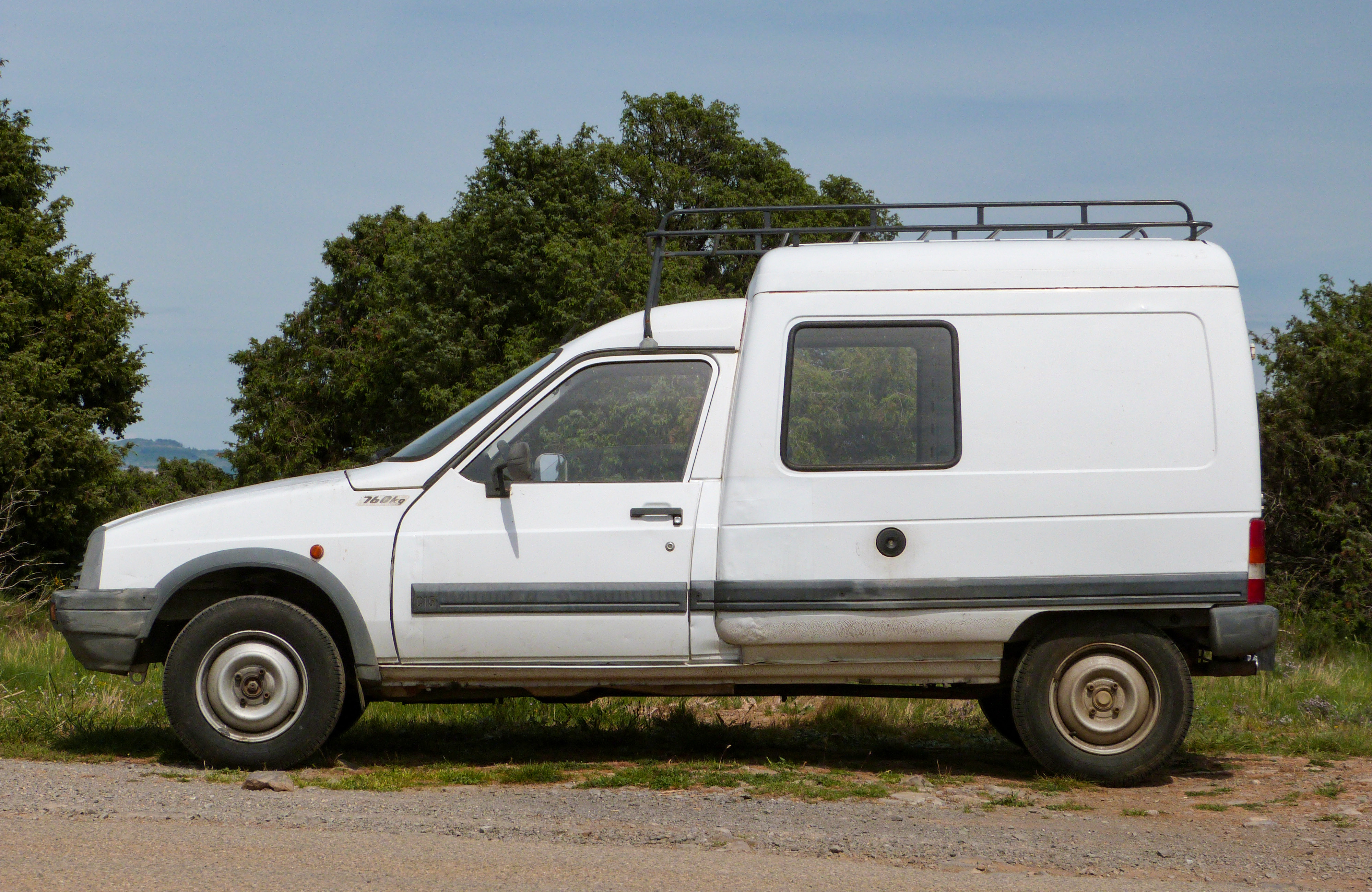
Profil d'un C15 First 760 kg de 2005 (absence des caches moyeux).

En janvier 2001, le « moteur XUD » de type XUD7 est remplacé par le « moteur DW » de type DW8.
En octobre 2004, les véhicules sont renommés C15 First et sont équipés des caches-moyeux de roues noirs avec chevrons blancs, issus des Berlingo, tandis que les sigles arrière sont modifiés (monogramme C15 E ou C15 D supprimé et remplacé par un autocollant "First" à gauche, et nouveau lettrage CITROËN argenté à droite). La finition Club subsiste jusqu'à la fin de production, avec en série la direction assistée, les vitres électriques et le verrouillage centralisé (sans télécommande). Pas d'autocollant signifiant la finition sur la porte arrière gauche.
La production européenne du C15 prend fin le 26 novembre 2005 dans les usines Citroën de Vigo en Espagne et de Mangualde au Portugal, après 1 181 471 exemplaires produits. Sa production se poursuit néanmoins au Maroc, par la SOMACA en CKD, jusqu'à fin 2006.
Le C15 est officiellement remplacé par le Citroën Nemo au cours de l'année 2007,.
Le C15 est le véhicule le plus rentable de l'histoire de la marque Citroën, devant la célèbre 2CV, dont il n'eut jamais le moteur bicylindre, contrairement à la Visa.

## Motorisations

### Diesel
|                            | 1.8d                            | 1.8d                            | 1.9d                           |
| -------------------------- | ------------------------------- | ------------------------------- | ------------------------------ |
| Architecture moteur        | 4 cylindres en ligne (XUD 161A) | 4 cylindres en ligne (XUD 161A) | 4 cylindres en ligne (type DW) |
| Cylindrée                  | 1 769 cm3                       | 1 769 cm3                       | 1 868 cm3                      |
| Puissance maxi             | 60 ch à 4 600 tr/min            | 60 ch à 4 600 tr/min            | 60 ch à 4 600 tr/min           |
| Couple maxi                | 112 N m à 2 000 tr/min          | 112 N m à 2 000 tr/min          | 105 N m à 2 500 tr/min         |
| Boîte de vitesses          | BVM 4                           | BVM 5                           | BVM 5                          |
| Vitesse maxi (en km/h)     | 134                             | 136                             | 135                            |
| 0-100 km/h                 | X                               | X                               | X                              |
| Consommation (en L/100 km) | 5,3 à 7,7                       | 5,3 à 7,7                       | 5,3 à 7,7                      |

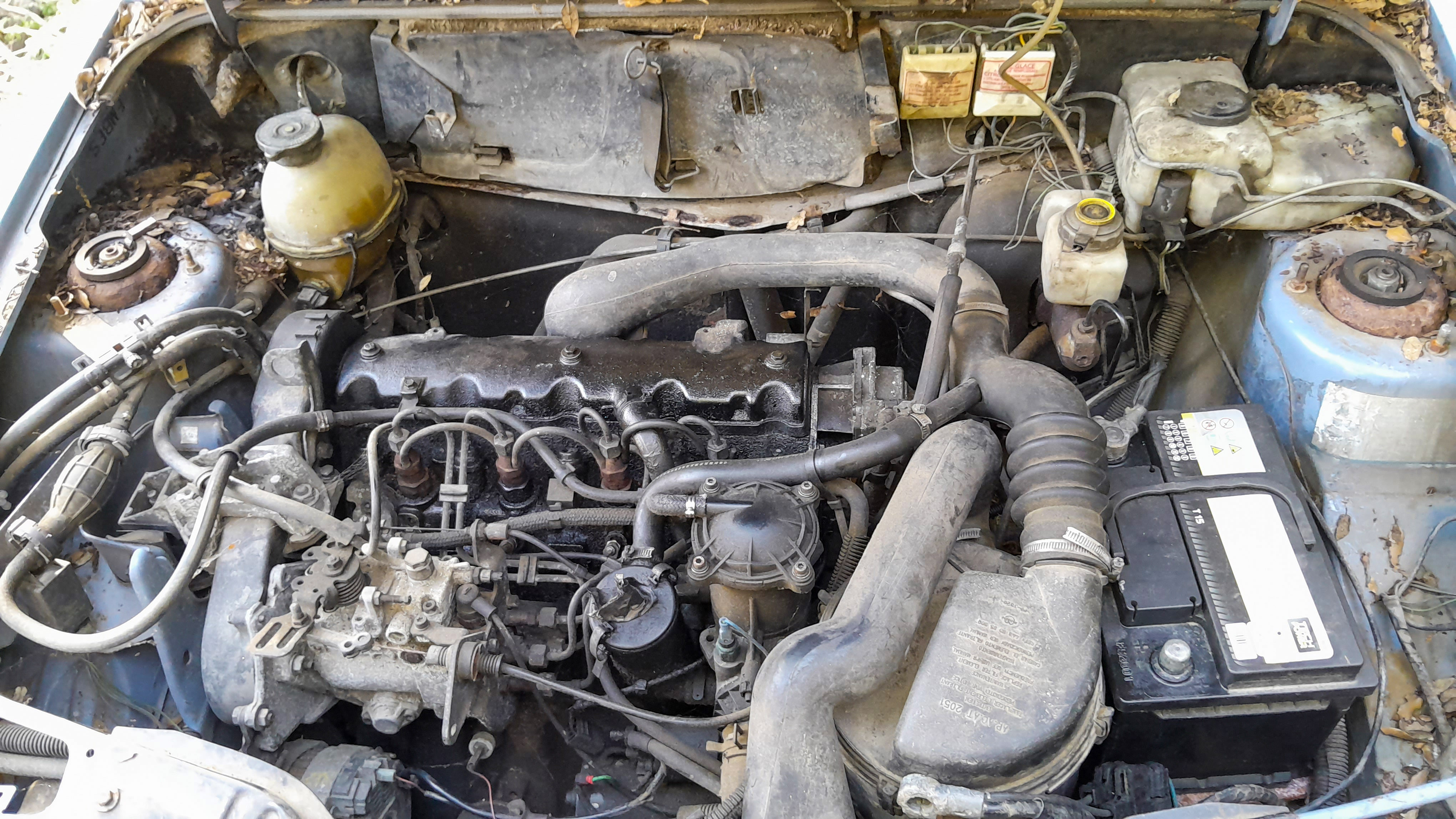
Moteur XUD7 "1.8d".
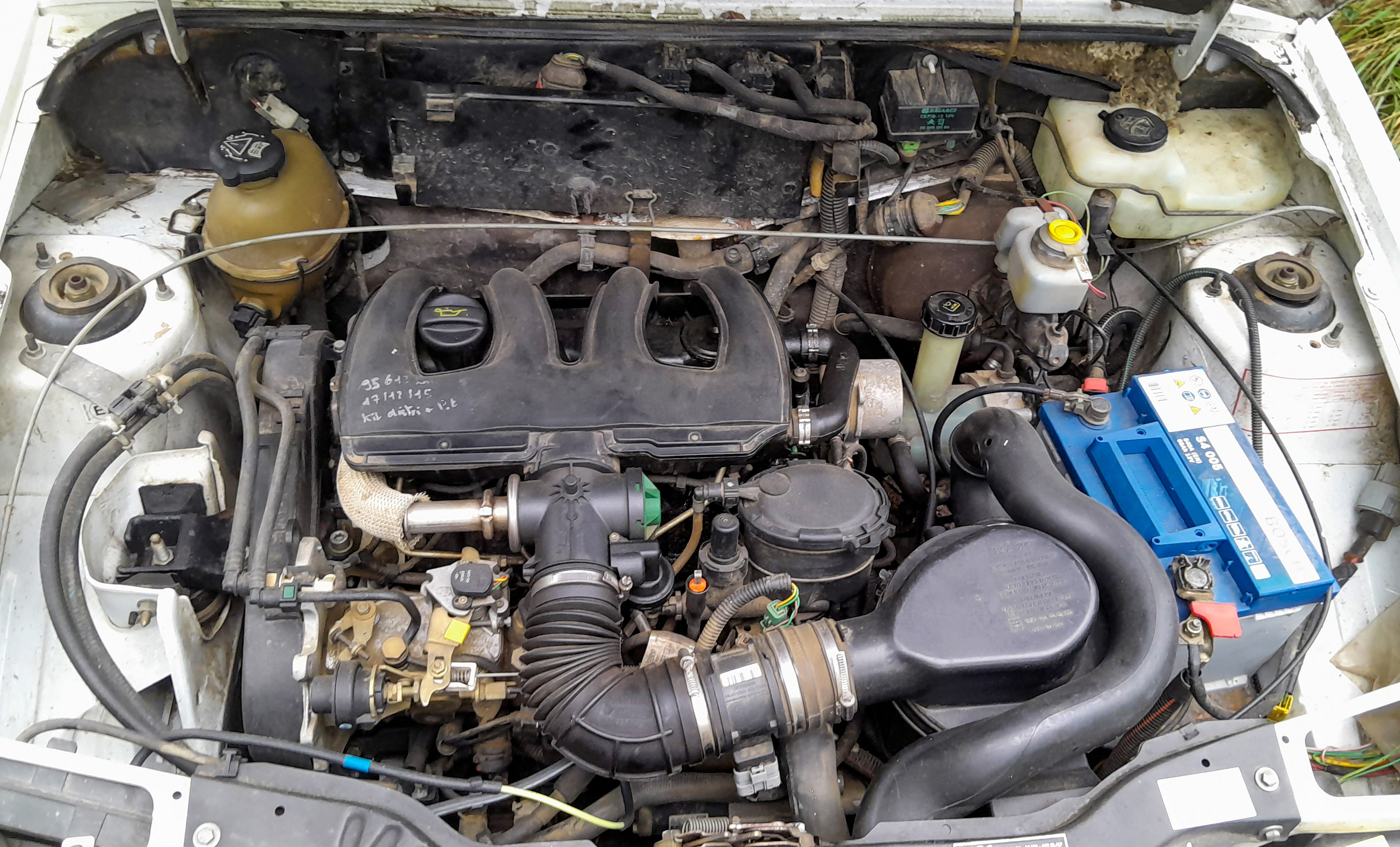
Moteur DW8 "1.9d".

### Essence
|                            | 954                     | 954                     | 1.1                   | 1.1,                  | 1.1,                  | 1.3                    | 1.4                    | 1.4                    |
| -------------------------- | ----------------------- | ----------------------- | --------------------- | --------------------- | --------------------- | ---------------------- | ---------------------- | ---------------------- |
| Architecture moteur        | 4 cylindres en ligne    | 4 cylindres en ligne    | 4 cylindres en ligne  | 4 cylindres en ligne  | 4 cylindres en ligne  | 4 cylindres en ligne   | 4 cylindres en ligne   | 4 cylindres en ligne   |
| Type                       | 108C                    | C1A                     | Moteur Poissy E1A     | 109K                  | H1A                   | Moteur Poissy G1A      | 150D                   | K1G                    |
| Cylindrée                  | 954 cm3                 | 954 cm3                 | 1 118 cm3             | 1 124 cm3             | 1 124 cm3             | 1 294 cm3              | 1 360 cm3              | 1 360 cm3              |
| Puissance maxi             | 45 ch à 5 200 tr/min    | 45 ch à 5 200 tr/min    | 55 ch à 5 800 tr/min  | 55 à 5 800 tr/min     | 55 à 5 800 tr/min     | 65 à 5 800 tr/min      | 75 à 5 800 tr/min      | 75 à 5 800 tr/min      |
| Couple maxi                | 72,5 N m à 3 200 tr/min | 72,5 N m à 3 200 tr/min | 88 N m à 3 000 tr/min | 91 N m à 3 200 tr/min | 91 N m à 3 200 tr/min | 108 N m à 2 800 tr/min | 118 N m à 3 200 tr/min | 118 N m à 3 200 tr/min |
| Boîte de vitesses          | BVM 4                   | BVM 4                   | BVM 5                 | BVM 5                 | BVM 5                 | BVM 5                  | BVM 4                  | BVM 5                  |
| Vitesse maxi (en km/h)     | 120                     | 120                     | X                     | 135                   | 135                   | X                      | X                      | X                      |
| 0-100 km/h                 | X                       | X                       | X                     | X                     | X                     | X                      | X                      | X                      |
| Consommation (en L/100 km) | X                       | X                       | X                     | X                     | X                     | X                      | X                      | X                      |

## Modèles hors-série
- C15 Dangel, créé en 1990 et commercialisé un an plus tard[20], qui dispose d'une transmission intégrale de type enclenchable[20],[21], rencontra vite le succès dans sa seule carrière française (produit à environ 350 exemplaires par an). Disposant d'une garde au sol proche de sa version de base (185/190mm pour 200mm d'origine) malgré l'ajout d'une robuste et large tôle de protection du GMP. Ce véhicule fut apprécié à l'époque comme le seul utilitaire léger disponible en quatre roues motrices[21]. Il sera commercialisé par Dangel jusqu'à l'apparition des normes de dépollution Euro 1 au début de 1993, quand la baisse des volumes de fabrication (environ 200 exemplaires en 1992) et l'apparition d'un catalyseur gênant le petit tunnel de transmission ont mis fin à sa courte carrière.

- C15 GNV bi-carburation à partir de 1996. Modèle fonctionnant avec deux carburants (essence/gaz naturel), mais ce ne fut pas un grand succès, le GNV n'ayant pas l'implantation du GPL. Celui-ci a pu être installé sur C15 essence à la demande (disponible en option), mais il n'y a jamais eu de C15 GPL au catalogue.
- C15 plancher cabine dès 1984 (usage frigorifique et camping car essentiellement) et en 1989, présentation puis commercialisation d'un C15 avec 6 roues, création de Léotard, fabriqué par Chausson.

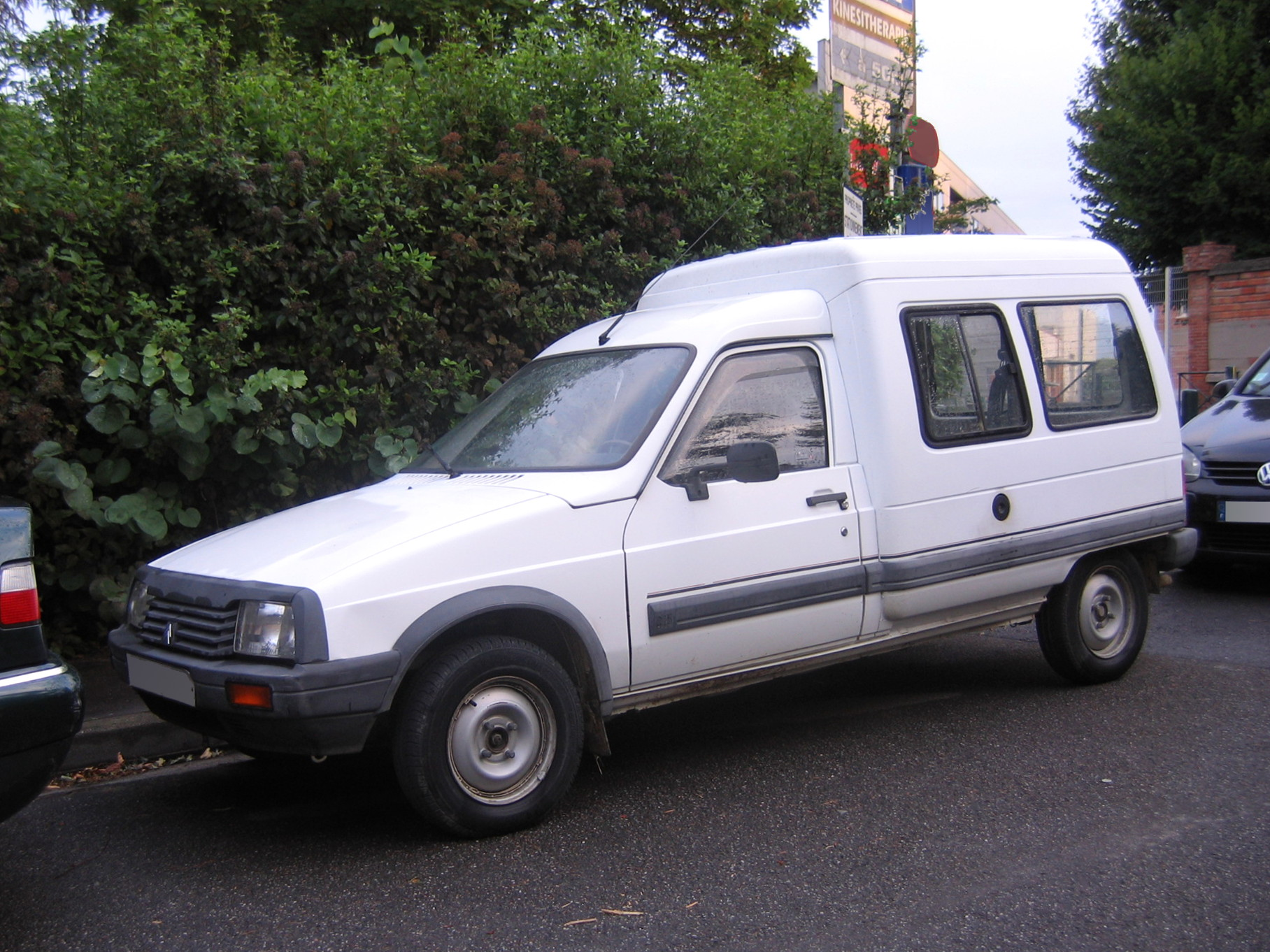
Un C15 RD (Familial).
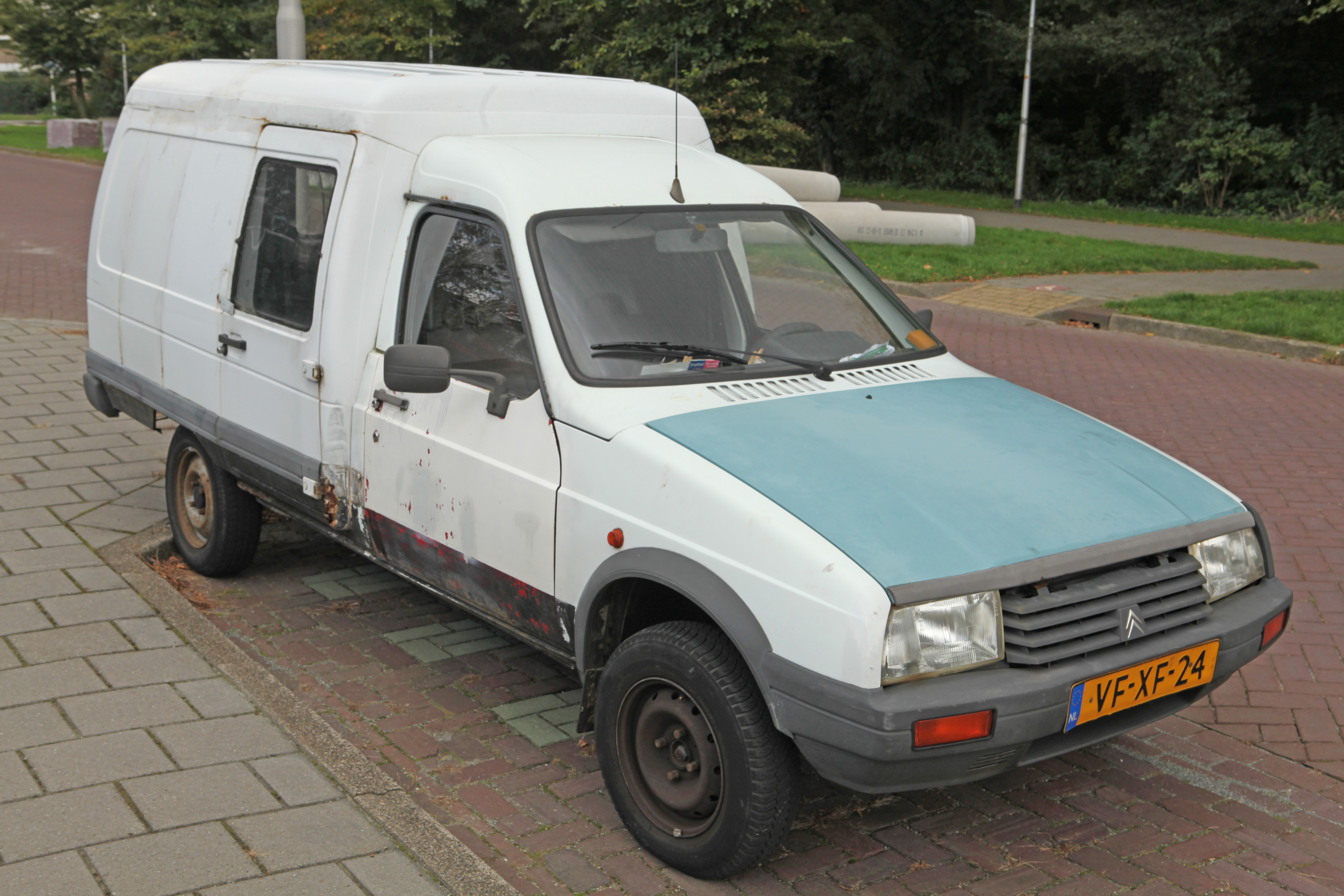
Un C15 à "cabine approfondie" carrossé par Gruau.
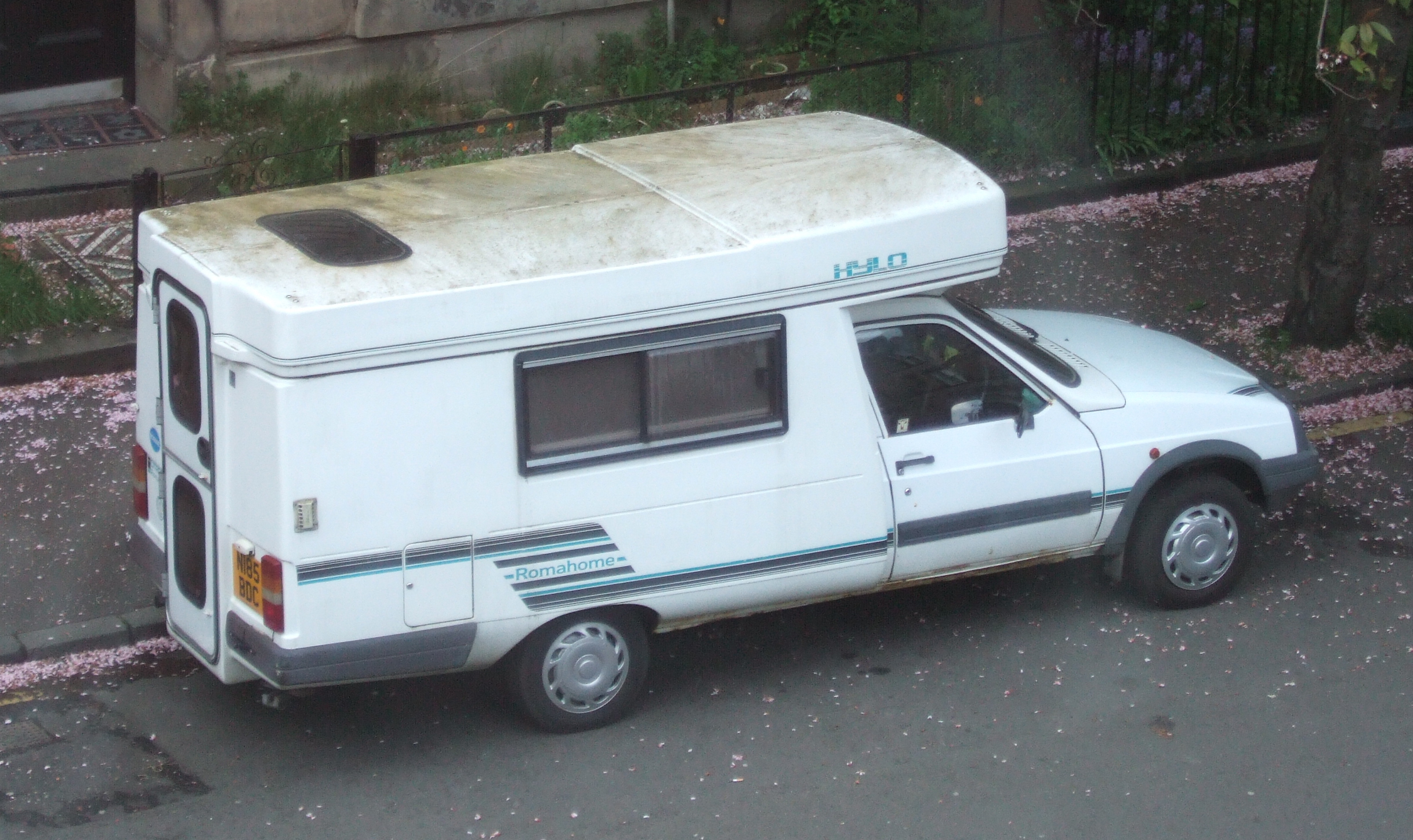
Un C15 modifié en camping-car rallongé sur base châssis cabine.
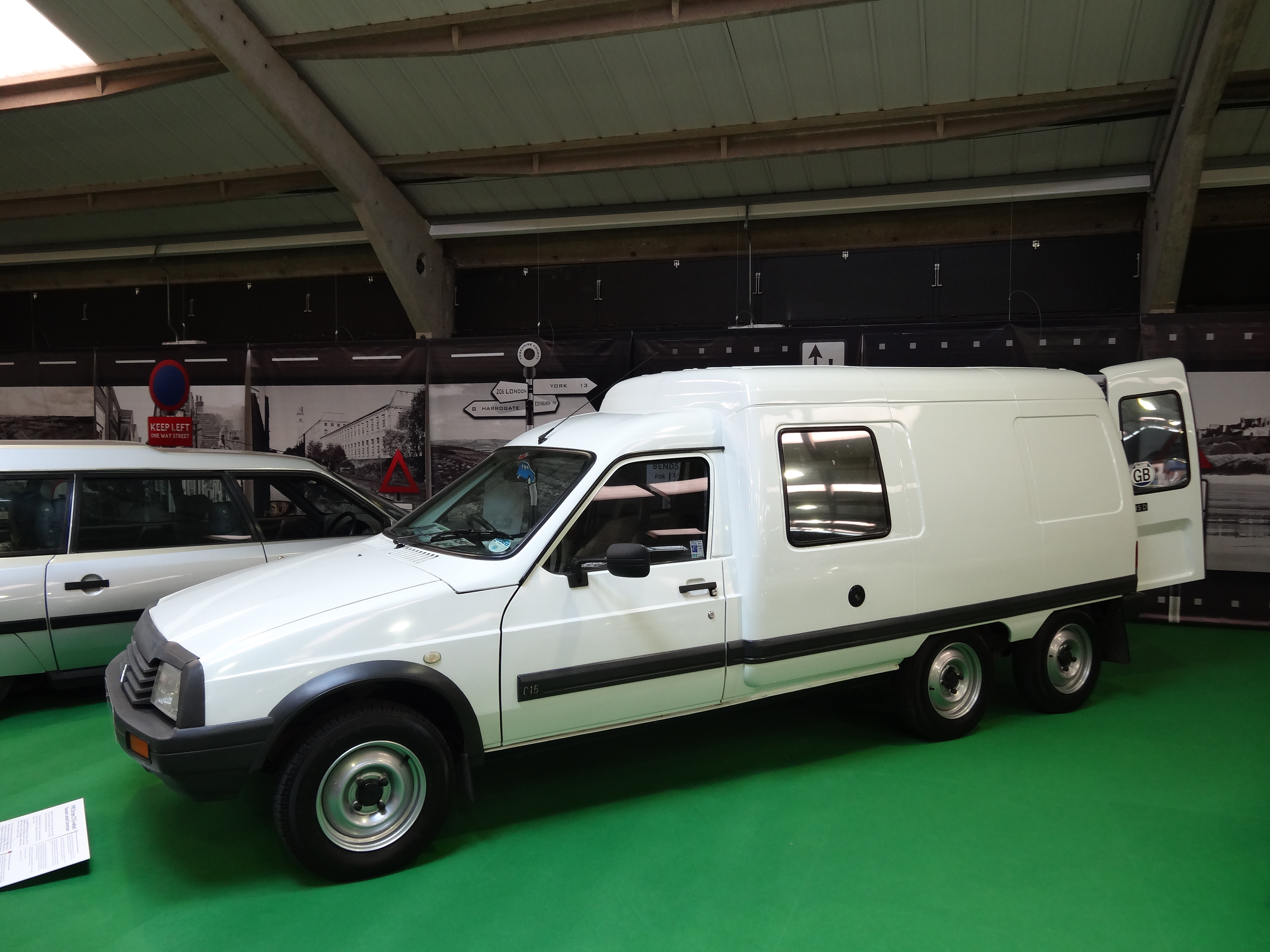
Un C15.6 "Léotard & Chausson"[22].
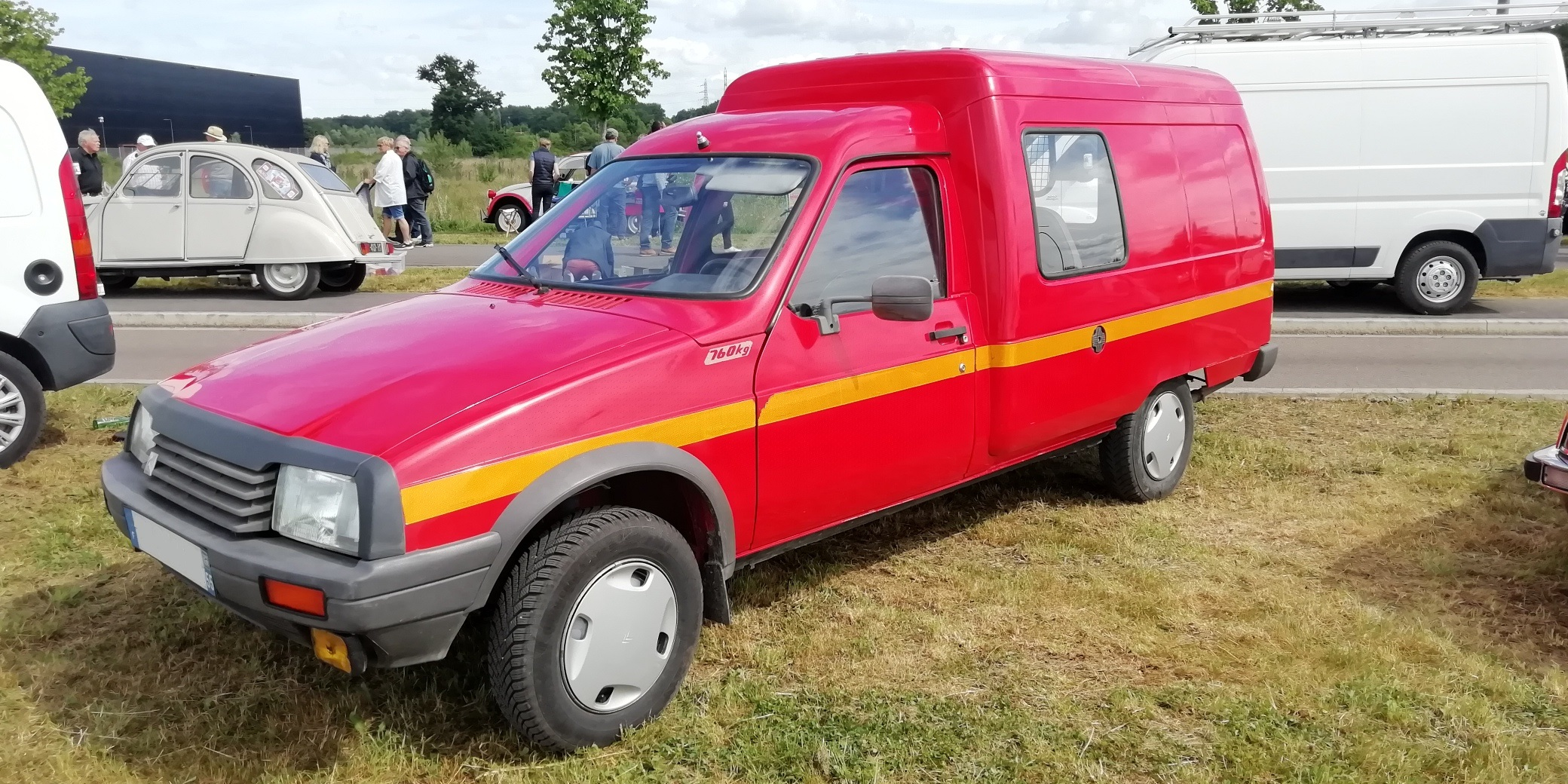
C15 Gruau cabine approfondie ex-sapeurs pompiers.
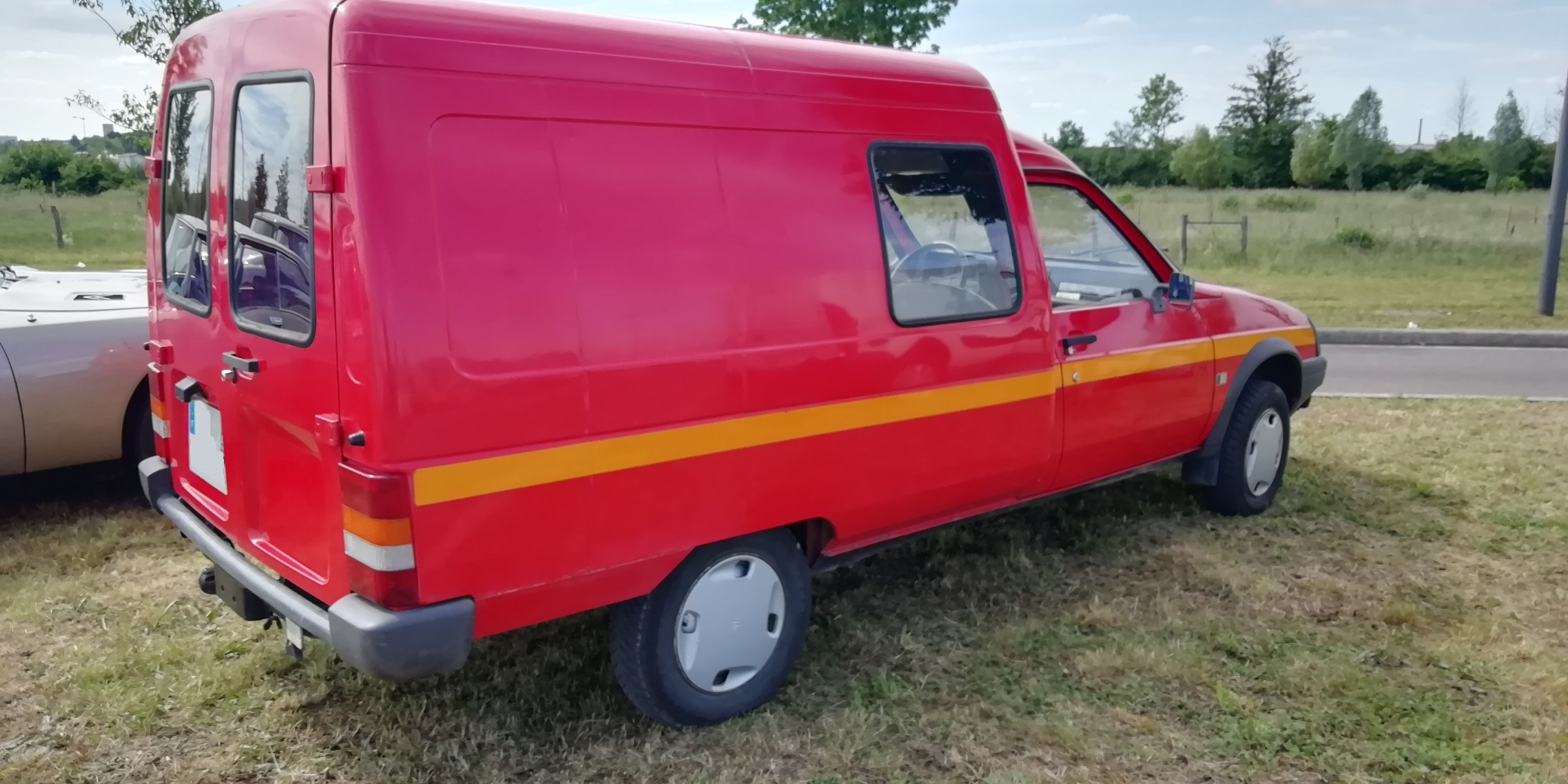
C15 Gruau cabine approfondie.

## Lieux de fabrication
- Vigo, Espagne[6]
- Mangualde, Portugal
- Nysa (Pologne) par FSO
- Aïn Sebaâ (Maroc) par la Société marocaine de construction automobile (SOMACA)[6], de 1986 à fin 2006[23]. Certaines années, le C15 est le véhicule neuf le plus vendu du marché marocain[23].
- Taipei (Taïwan) par la Chinese Automobile Trading Corporation, de fin 1989 à 1996. Des spécificités locales existent (modèles ludospace et pick-up)[24].

## Export
Au Royaume-Uni, Le Citroën C15 porte le nom de Champ.

## Culture populaire
Considéré comme le véhicule emblématique de la campagne française, le C15 apparait régulièrement dans les mèmes de Memes Décentralisés, qui tenta même d'organiser un rallye centré autour du modèle mythique. Le C15 gagne alors une place dans la culture internet surnommé alors « le C15 du seigneur » vouant ainsi sa robustesse.